# ميلز غاردنر
ميلز غاردنر (بالإنجليزية: Mills Gardner)‏ هو محامي وسياسي أمريكي، ولد في 30 يناير 1830 في الولايات المتحدة، وتوفي بنفس المكان في 20 فبراير 1910. حزبياً، نشط في الحزب الجمهوري. انتخب عضو مجلس نواب أوهايو وانتخب عضو مجلس النواب الأمريكي.